# Janette Becerra
Janette Becerra es una escritora, narradora, poeta, compositora y crítica literaria puertorriqueña.

## Biografía
Janette Becerra nació en el año 1965 en Caguas, Puerto Rico. 
En 1983 ingresó a la Universidad de Puerto Rico en Río Piedras, donde obtuvo un bachillerato en Literatura Comparada en 1987. A continuación, ingresó a la Escuela de Derecho de la misma universidad y obtuvo su Juris Doctor en 1990. Tras un tiempo en la práctica legal, cursó una maestría en Literatura Comparada y un doctorado en Estudios Hispánicos, que completó en el año 2003, ambos en la Universidad de Puerto Rico en Río Piedras. Desde el año 2000 es profesora del Departamento de Estudios Hispánicos de la Universidad de Puerto Rico en Cayey, donde ostenta el rango de catedrática. En la actualidad reside en San Juan, Puerto Rico.
En el año 2001 publicó su primer poemario, Elusiones (Editorial UPR), que fue reseñado como uno de los diez mejores libros del año por la prensa puertorriqueña. En el año 2009 ganó el premio internacional de cuento de la Fundación Gaceta de Salamanca, y en el 2010 obtuvo el segundo premio de cuento en el certamen Encarna León, de la ciudad de Melilla, así como la mención de honor en el Certamen de poesía Olga Nolla, del periódico puertorriqueño El Nuevo Día. En 2011 publicó su colección de relatos Doce versiones de soledad (Ediciones Callejón), que recibió el primer premio del PEN Club de Puerto Rico en la categoría de cuento y el segundo premio del Instituto de Literatura Puertorriqueña, ex aequo con el libro de memorias La R de mi padre, de Magali García Ramis. Ese mismo año resultó ganadora del certamen de cuentos del periódico El Nuevo Día. En el 2013 publicó su novela juvenil Antrópolis, que obtuvo el premio de "El Barco de Vapor" (Ediciones SM) en 2012. En 2014 fue ganadora del premio del Instituto de Cultura Puertorriqueña, en la categoría internacional de cuento, por su libro de relatos Ciencia imperfecta, publicado en 2014. En 2015 publicó el poemario La casa que soy (Ediciones Trabalis) y en 2019 el libro de cuentos Cerrar la puerta tras de ti (Ediciones Trabalis), que resultó ganador del Premio Nacional de Cuento del PEN Club de Puerto Rico 2020.Fue ganadora del Premio de Literatura Infantil 2023 del Instituto de Cultura Puertorriqueña por su novela juvenil Pangea.
Su obra también ha sido publicada en múltiples antologías y revistas, como Literatura puertorriqueña del siglo XX (Puerto Rico, 2004), Perversiones desde el paraíso (España, 2005), Los rostros de la hidra (Puerto Rico, 2008), Poesía de Puerto Rico: cinco décadas (Venezuela, 2009), Nuestra América (Portugal, 2010), En el ojo del huracán (Editorial Norma, 2011), San Juan Noir (New York, 2016) y A toda costa. Narrativa puertorriqueña reciente (México, 2018), Univers@s en breves: Antología de microrrelatos por escritoras puertorriqueñas (Puerto Rico, 2023), Antología de la ciencia ficción puertorriqueña (Puerto Rico, 2023), Literatura fantástica en Puerto Rico, vol. 2 (Puerto Rico, 2023) y No es cuento: Antología de relatos breves puertorriqueños del siglo XXI (Zaragoza, 2024). 
Ha sido además compositora para cantantes como Willie Colón y Rubén Blades.